# Billie Piper
Billie Piper, pseudonimo di Lianne Paul Piper (Swindon, 22 settembre 1982), è un'attrice e cantante britannica.
È nota al grande pubblico per aver interpretato il personaggio di Rose Tyler nella serie televisiva Doctor Who, per aver interpretato il personaggio di Belle nella serie televisiva Diario di una squillo perbene per aver interpretato Brona Croft/Lily Frankenstein nella serie televisiva Penny Dreadful.
Attiva anche in campo teatrale, nel 2017 ha vinto il Laurence Olivier Award alla miglior attrice per il dramma di Federico García Lorca Yerma, in scena al Young Vic di Londra.

## Biografia
Lianne Paul Piper, figlia primogenita di Paul Piper e Mandy Kent, nasce a Swindon, popolosa città della contea dello Wiltshire, nell'Inghilterra sud-occidentale.
Fin dalla giovane età sente la predisposizione per il mondo dello spettacolo decidendo di partecipare ad un corso di recitazione presso la Sylvia Young Theatre School di Marylebone, Londra. L'esperienza acquisita le permetterà di essere selezionata per partecipare al programma televisivo di intrattenimento per i più piccoli Scratchy & Co.. Ancora adolescente, presta il suo volto per una campagna pubblicitaria per la rivista musicale Smash Hits venendo notata da alcuni produttori che in quel periodo stavano cercando una giovane cantante da avviare alla carriera musicale.
Grazie alle sue doti canore, benché solamente quindicenne, con lo pseudonimo di "Billie" incide il suo primo singolo, Because We Want To per la Innocent Records, un singolo distribuito dal 29 giugno 1998 che raggiunge ben presto le vette delle classifiche britanniche. Billie Piper risulterà essere la più giovane artista a conquistare il primo posto nelle vendite nel mercato discografico del Regno Unito. Il singolo seguente, Girlfriend, replica il successo debuttando al numero uno. in quel periodo i tabloid inglesi mostrano un forte interesse per la sua vita privata in seguito al fidanzamento con uno dei componenti dei 5ive, Rich.
La sua carriera si divide tra musica e televisione. Nel 2000, diciottenne, si sposa con il conduttore radiotelevisivo Chris Evans, all'epoca trentacinquenne; la coppia divorzierà nel 2007. Dopo aver ottenuto un buon successo come cantante tra il 1998 e il 2000, nel 2003 abbandona la musica per dedicarsi esclusivamente alla recitazione. Viene scelta per ricoprire il ruolo di Rose Tyler come compagna prima di Christopher Eccleston e poi di David Tennant in Doctor Who. Nel 2019, Piper è apparsa insieme a Sally Hawkins, Alice Lowe e David Thewlis in Bellezza infinita, diretto da Craig Roberts.
Nel 2020 crea, insieme a Lucy Prebble, la serie TV I Hate Suzie, dove interpreta anche la protagonista e per la quale viene candidata ai British Academy Television Awards come miglior attrice protagonista. La serie è stata accolta positivamente dalla critica ed è stata rinnovata per una seconda stagione. Il quotidiano The Guardian l'ha recensita con cinque stelle, descrivendo il personaggio di Piper come "nudo, lascivo e gioiosamente oltre ogni limite" in "questa divertente,  scabrosa serie".
Nel marzo 2021 è stato annunciato che Piper sarà nel cast dell'adattamento del libro per bambini Catherine, Called Birdy.
Nel maggio 2025, Billie Piper è ritornata in Doctor Who nell'episodio "La guerra della realtà" per interpretare un personaggio che si è rigenerato dal Quindicesimo Dottore di Ncuti Gatwa. Curiosamente, Piper non è accreditata come "il Dottore" alla conclusione dell'episodio, né è stata confermata nel ruolo nei media dopo la trasmissione dell'episodio, lasciando spazio a speculazioni sul ruolo effettivamente interpretato dall'attrice.

## Filmografia

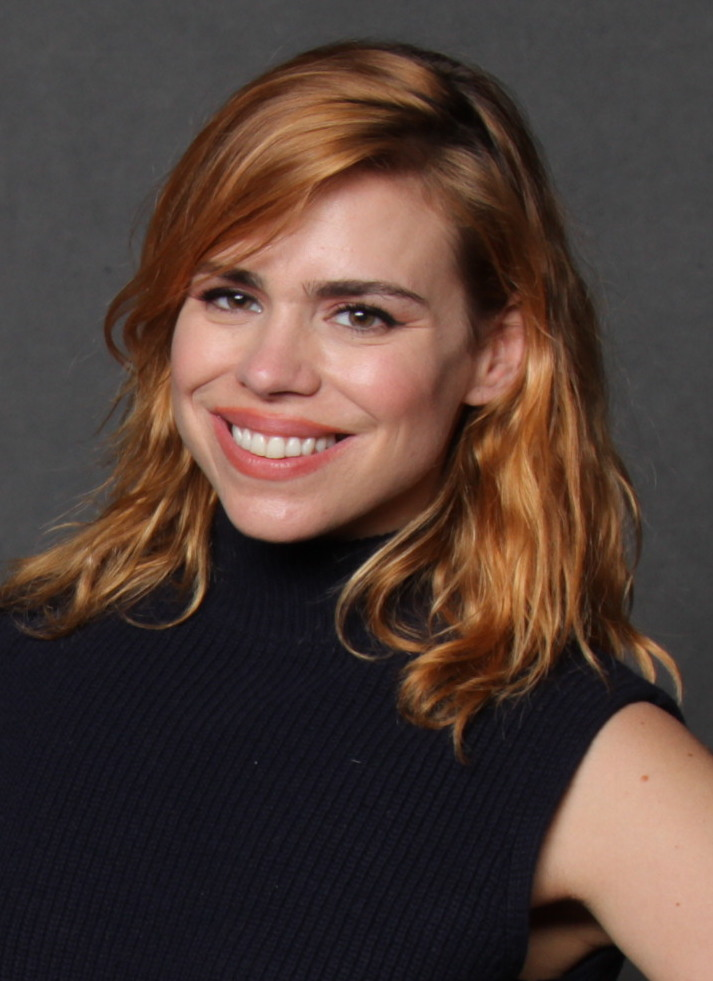
Piper nel 2016

### Cinema
- The Leading Man, regia di John Duigan (1996) - non accreditata
- Evita, regia di Alan Parker (1996) - non accreditata
- The Calcium Kid, regia di Alex De Rakoff (2004)
- Cose da fare prima dei 30 (Things to Do Before You're 30), regia di Simon Shore (2004)
- Spirit Trap, regia di David Smith (2005)
- Animals United (Konferenz der Tiere), regia di Reinhard Klooss e Holger Tappe (2010) - voce
- London Zombies, regia di Matthias Hoene (2012)
- City of Tiny Lights, regia di Pete Travis (2016)
- Two for Joy, regia di Tom Beard (2018)
- Bellezza infinita (Eternal Beauty), regia di Craig Roberts (2019)
- Rare Beasts, regia di Billie Piper (2019)
- Catherine (Catherine Called Birdy), regia di Lena Dunham (2022)
- Scoop, regia di Philip Martin (2024)

### Televisione
- Music Chronicles – serie TV, episodio 1x20 (1999)
- Canterbury Tales – mini-serie TV, episodio 1x01 (2003)
- Bella and the Boys, regia di Brian Hill - film TV (2004)
- Much Ado About Nothing, regia di Brian Percival - film TV (2005)
- The Ruby in the Smoke, regia di Brian Percival - film TV (2006)
- Masterpiece Theatre – serie TV, episodio 36x10 (2006)
- Mansfield Park, regia di Iain B. MacDonald - film TV (2007)
- The Shadow in the North, regia di John Alexander - film TV (2007)
- Doctor Who – serie TV, 36 episodi (2005-2013, 2025)
- A Passionate Woman – serie TV, episodi 1x01-1x02 (2010)
- Diario di una squillo perbene (Secret Diary of a Call Girl) – serie TV, 32 episodi (2007-2011)
- True love - serie TV, 1x03 episodio (2012)
- I Griffin - serie TV, 1 episodio (2016) - voce
- Penny Dreadful – serie TV, 27 episodi (2014-2016)
- Collateral - miniserie TV, 4 puntate (2018)
- I Hate Suzie – serie TV, 11 episodi (2020-2022)
- Kaos – serie TV, 4 episodi (2024)
- Mercoledì – serie TV, 8 episodi (2025)

## Teatro
- Treats di Christopher Hampton, regia di Laurence Boswell. Garrick Theatre di Londra (2007)
- reasons to be pretty di Neil LaBute, regia di Michael Attenborough. Almeida Theatre di Londra (2011)
- The Effect di Lucy Prebble, regia di Rupert Goold. National Theatre di Londra (2012)
- Great Britain di Richard Bean, regia di Nicholas Hytner. National Theatre di Londra (2014)
- Yerma di Federico García Lorca, adattamento e regia di Simon Stone. Young Vic di Londra (2016 e 2017), Park Avenue Armoury di New York (2018)

## Discografia

### Album
| Anno | Dettagli album | Miglior posizione | Miglior posizione | Miglior posizione | Miglior posizione | Miglior posizione | Certificazioni                 |
| Anno | Dettagli album | UK                | AUS               | NZ                | SWE               | U.S. H/S          | Certificazioni                 |
| ---- | --- | ----------------- | ----------------- | ----------------- | ----------------- | ----------------- | ------------------------------ |
| 1999 | Honey to the B - Uscito il 23 marzo 1999 - Etichetta: Innocent (CDSIN #1) - Formato: CD, CS, Minidisc                    | 14                | 31                | 3                 | 56                | 17                | - UK: Platino - NZ: 2× Platino |
| 2000 | Walk of Life - Uscito il 2 ottobre 2000 - Etichetta: Innocent (CDSINX #3) - Formato: CD, MiniDisc, CD, Download digitale | 14                | 23                | 17                | —                 | —                 | - UK: Argento                  |
| 2005 | The Best of Billie - Uscito l'8 agosto 2005 - Formato: CD, Digital Download                                              | —                 | —                 | —                 | —                 | —                 |                                |

### Singoli
| Year | Titolo                | Miglior posizione | Miglior posizione | Miglior posizione | Miglior posizione | Miglior posizione | Miglior posizione | BPI certificazioni | Album          |
| Year | Titolo                | UK                | AUS               | IRL               | NZ                | SWE               | SWI               | BPI certificazioni | Album          |
| ---- | --------------------- | ----------------- | ----------------- | ----------------- | ----------------- | ----------------- | ----------------- | ------------------ | -------------- |
| 1998 | Because We Want To    | 1                 | 19                | 9                 | 9                 | 8                 | —                 | Argento            | Honey to the B |
| 1998 | Girlfriend            | 1                 | 35                | 12                | 2                 | 22                | —                 | Argento            | Honey to the B |
| 1998 | She Wants You         | 3                 | —                 | 21                | 4                 | —                 | —                 | Argento            | Honey to the B |
| 1998 | Last Christmas        | —                 | —                 | —                 | —                 | —                 | —                 |                    | Cover          |
| 1999 | Honey to the Bee      | 3                 | 6                 | 25                | 5                 | —                 | —                 | Argento            | Honey to the B |
| 2000 | Day & Night           | 1                 | 8                 | 13                | 6                 | 52                | 62                | Argento            | Walk of Life   |
| 2000 | Something Deep Inside | 4                 | 20                | —                 | 18                | —                 | 97                |                    | Walk of Life   |
| 2000 | Walk of Life          | 25                | —                 | —                 | —                 | —                 | 66                |                    | Walk of Life   |

### Collaborazioni
| Year | Titolo                                                                   | Chart peak positions | Chart peak positions | Chart peak positions | Chart peak positions | Chart peak positions | BPI certificazioni | Album     |
| Year | Titolo                                                                   | UK                   | AUS                  | IRL                  | NZ                   | SWE                  | BPI certificazioni | Album     |
| ---- | ------------------------------------------------------------------------ | -------------------- | -------------------- | -------------------- | -------------------- | -------------------- | ------------------ | --------- |
| 1999 | Thank ABBA for the Music (con Steps, Tina Cousins, Cleopatra, B*Witched) | 4                    | 9                    | 5                    | 6                    | 17                   | Argento            | ABBAmania |

## Opere bibliografiche
- (EN) Billie Piper, Billie Piper, London, Hodder & Stoughton Canada, 2006.

## Doppiatrici italiane
Nelle versioni in italiano delle opere in cui ha recitato, Billie Piper è stata doppiata da:
- Federica De Bortoli in Doctor Who, Collateral, Scoop, Kaos, Mercoledì
- Alessia Amendola in Penny Dreadful, I Hate Suzie, Catherine
- Roberta Chelini in Cose da fare prima dei 30
- Laura Latini in Diario di una squillo perbene
- Irene Scalzo in The Calcium Kid